# Valkűr (film)
A Valkűr (Valkyrie) egy amerikai-német háborús filmdráma Bryan Singer rendezésében Tom Cruise főszereplésével.
Az Egyesült Államokban 2008 végén, Magyarországon 2009 elején mutatták be a mozik.
A film igaz történet alapján készült. A film a Hitler elleni összeesküvést és a meghiúsult merényletet mutatja be Claus Schenk von Stauffenberg német ezredesnek, a merénylet végrehajtójának szemszögéből.

## Történet
Claus von Stauffenberg ezredes a német tartalékos haderők vezérkari főnöke (Tom Cruise) tudja, hogy a második világháború kimenetele nem kérdéses, országát egy őrült irányítja. Társaival a Valkűr fedőnevű hadművelet megváltoztatásával bonyolult tervet dolgoz ki a hatalomátvételre, amelynek kulcspontja a Führer meggyilkolása. Egy váratlan fordulat azonban felborítja az aprólékosan kidolgozott akciót. A résztvevőknek rögtönözniük kell, Stauffenberg hirtelen főszereplővé válik, s a puccs élére kell állnia. A döntő éjszakán örökre elbúcsúzik a családjától, mivel már tudja, neki kell megölnie Hitlert. De az események még rosszabbra fordulnak, mert Hitlert nem ölte meg a bomba, amit neki szántak. Stauffenberg ennek ellenére folytatni akarja az akciót, de a végén a náci párt vezetői rájönnek, hogy puccsra készülnek és letartóztatják őket. Stauffenberget és társait 1944. július 21-én kivégezték.

## Szereplők
| Szereplő                              | Színész               | Magyar hang          |
| ------------------------------------- | --------------------- | -------------------- |
| Claus Schenk von Stauffenberg ezredes | Tom Cruise            | Rékasi Károly        |
| Henning von Tresckow tábornok         | Kenneth Branagh       | Csankó Zoltán        |
| Friedrich Olbricht tábornok           | Bill Nighy            | Rosta Sándor         |
| Friedrich Fromm tábornok              | Tom Wilkinson         | Koroknay Géza        |
| Nina von Stauffenberg                 | Carice van Houten     | Schell Judit         |
| Otto Ernst Remer őrnagy               | Thomas Kretschmann    | Sztarenki Pál        |
| Ludwig Beck                           | Terence Stamp         | Szokolay Ottó        |
| Erich Fellgiebel tábornok             | Eddie Izzard          | Holl Nándor          |
| Dr. Carl Goerdeler                    | Kevin McNally         | Várkonyi András      |
| Albrecht Mertz von Quirnheim ezredes  | Christian Berkel      | Csík Csaba Krisztián |
| Werner von Haeften hadnagy            | Jamie Parker          | Rajkai Zoltán        |
| Adolf Hitler                          | David Bamber          | Szacsvay László      |
| Heinz Brandt ezredes                  | Tom Hollander         | Czvetkó Sándor       |
| Erwin von Witzleben                   | David Schofield       | Balázsi Gyula        |
| Wilhelm Keitel marsall                | Kenneth Cranham       | Szersén Gyula        |
| Bizakodó tábornok a sivatagban        | Bernard Hill          | Szélyes Imre         |
| Nagyképű tábornok                     | Ian McNeice           | Beregi Péter         |
| Haans százados                        | Danny Webb            | Cs. Németh Lajos     |
| Helm őrmester                         | Chris Larkin          | Fekete Zoltán        |
| Fiatal tiszt a búvóhelyen             | Matthias Schweighöfer | Hamvas Dániel        |
| Dr. Roland Freisler                   | Helmut Stauss         | Harsányi Gábor       |